# محمد کریمی (کشتی‌گیر)
محمد کریمی (زاده ۱۳۶۹) کشتی‌گیر آزادکار ایرانی است. وی در المپیک جوانان در سال ۲۰۱۸ موفق به کسب مدال نقره مسابقات شده است.

## فعالیت حرفه‌ای ورزشی
- قهرمانی جام یادگار امام ۴۲ کیلوگرم[۶]
- طلای رقابت‌های بین‌المللی در کشور آذربایجان
- طلای رقابت‌های بین‌المللی در کشور ترکیه
- طلای نوجوانان آسیا تاشکند ازبکستان در سال ۲۰۱۸[۷][۸]
- برنز نوجوانان جهان درکشور کرواسی در سال ۲۰۱۸
- نقره المپیک جوانان در کشور آرژانتین در سال ۲۰۱۸[۹]